# 消防施設工事
消防施設工事（しょうぼうしせつこうじ）とは、消防用設備として、火災警報設備、消火設備、避難設備若しくは消火活動に必要な設備を設置し、又は工作物に取付ける工事。日本においては建設業法による建設工事29業種の一つ。
屋内消火栓設置工事、スプリンクラー設置工事などの他、
水噴霧、泡、不燃性ガス、蒸発性液体又は粉末による消火設備工事、
屋外消火栓設置工事、動力消防ポンプ設置工事、火災報知設備工事、
漏電火災報知機設置工事、非常警報設備工事、
金属製避難はしご、救助袋、緩降機、避難橋又は排煙設備の設置工事
である。